# Theodor Rudolph Joseph Nitschke
Theodor Rudolph Joseph Nitschke (Breslau, 1834 — Münster, 1883) foi um botânico e micologista que se distinguiu no estudo dos fungos da classe Pyrenomycetes..

## Biografia
Formou-se em Breslau, tendo-se doutorado em 1858. Em 1860 fixou-se em Münster, onde em 1867 foi nomeado professor de Botânica na Universidade de Münster, instituição de cujo jardim botânico foi director.
A sua área inicial de investigação foi o estudo das angiospermas, tendo-se dedicado ao estudo do género Rosa e da espécie Drosera rotundifolia. A partir de finais da década de 1860, dedicou-se à micologia, publicando trabalhos significativos sobre a classe Pyrenomycetes.
Os géneros micológicos Acanthonitschkea, Nitschkia e Nitschkiopsis foram assim designados em sua honra.

## Obras seleccionadas
- Commentatio anatomico-physiologica de Droserae rotundifoliae, (1858).[2]
- Pyrenomycetes germanici, (1867 to 1870).[3]